# Пескаторе, Джон
Джон Энтони Пескаторе (англ. John Anthony Pescatore; род. 2 февраля 1964, Коко-Бич, Флорида) — американский гребец, выступавший за сборную США по академической гребле в период 1987—1992 годов. Бронзовый призёр летних Олимпийских игр в Сеуле, чемпион мира, победитель и призёр многих регат национального значения. Также известен как тренер по гребле.

## Биография
Джон Пескаторе родился 2 февраля 1964 года в городе Коко-Бич, штат Флорида.
Занимался академической греблей во время учёбы в Пенсильванском университете, состоял в местной гребной команде «Пенн Квакерз», неоднократно принимал участие в различных студенческих регатах, в частности был капитаном и загребным мужской восьмёрки, победившей на ежегодной студенческой регате Eastern Sprints. Окончил университет в 1986 году и затем поступил в Университет Сан-Франциско, где получил степень в области математики.
Первого серьёзного успеха на взрослом международном уровне добился в сезоне 1987 года, когда вошёл в основной состав американской национальной сборной и побывал на чемпионате мира в Копенгагене, откуда привёз награду золотого достоинства, выигранную в зачёте распашных рулевых восьмёрок.
Благодаря череде удачных выступлений удостоился права защищать честь страны на летних Олимпийских играх 1988 года в Сеуле. В составе экипажа-восьмёрки в финале пришёл к финишу третьим позади команд из Западной Германии и Советского Союза — тем самым завоевал бронзовую олимпийскую медаль.
После сеульской Олимпиады Пескаторе остался в составе гребной команды США на ещё один олимпийский цикл и продолжил принимать участие в крупнейших международных регатах. Так, в 1990 году он выступил на мировом первенстве в Тасмании, где финишировал в восьмёрках пятым.
Находясь в числе лидеров американской национальной сборной, благополучно прошёл отбор на Олимпийские игры 1992 года в Барселоне — на сей раз попасть в число призёров не смог, в программе безрульных двоек показал на финише шестой результат.
Ещё будучи действующим спортсменом, Джон Пескаторе проявил себя на тренерском поприще. В период 1988—1991 годов он тренировал новичков в Стэнфордском университете, затем занял должность главного тренера гребной команды в колледже Saint Ignatius College Prep в Сан-Франциско. Исполнял обязанности помощника главного тренера национальной сборной США на Олимпийских играх 2000 года в Сиднее, позже работал помощником главного тренера в Пенсильванском университете и главным тренером в клубе Vesper Boat Club. Наконец, в 2002 году возглавил гребную команду Йельского университета, находился здесь на должности главного тренера в течение восьми лет.
В 2010 году прекратил тренерскую деятельность, чтобы больше времени проводить со своей семьёй. Женат на известной американской гребчихе Энн Мартин, участнице Олимпиады в Сеуле, чемпионке мира в безрульных четвёрках лёгкого веса. Есть двое сыновей.
Впоследствии серьёзно увлёкся шоссейным велоспортом, в 2014 году основал компанию Kingfisher Cycling, занимающуюся организацией велосипедных туров по Пиренеям.